# Moldauhafen

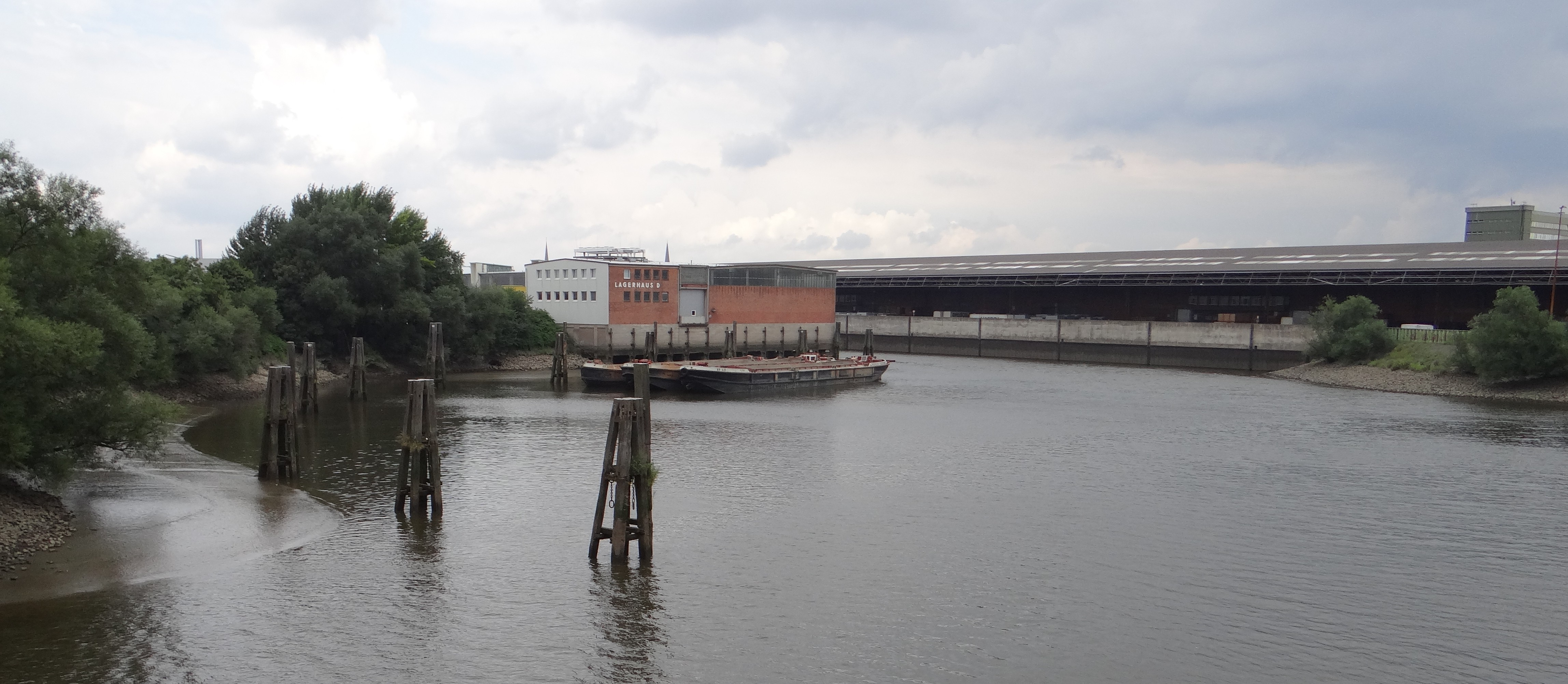
Moldauhafen

Moldauhafen, Moldauhamnen, efter floden Moldau, på tjeckiska Vltava, är en del av Hamburgs hamn och stod klar 1887. 30 0000 kvadratmeter av hamnen används idag av Tjeckien som exporthamn. 
Detta har sin bakgrund i Versaillesfördraget som bestämde att Tjeckoslovakien skulle få använda en del av Hamburgs hamn under 99 års tid för att exportera varor utomlands.  1993 övertog Tjeckien hamnrättigheterna som rättslig efterföljare till Tjeckoslovakien. Sedan Versaillesfördraget upplösts efter andra världskriget har fördraget mellan Hamburg och Tjeckoslovakien och idag Tjeckien varit ett avtal mellan parterna. Nuvarande avtal gäller till och med 2028. 